# Пълзящия
Пълзящия (на английски: The Creeper) е измислен герой на ДиСи Комикс. Създаден е от Стив Дитко и първата му поява е в Showcase#73 през март 1968 година. След дебюта си в Showcase, се появява нова поредица наречена Beware of The Creeper, която е написана от Денис О`Нийл. В нея се разказва как репортер на име Джак Райдър е хвърлен в химикали Аксис от Жокера и се превръща в откачен лунатик, който нарича себе си Пълзящия.